# Хурум (коммуна)
Хурум (норв. Hurum) — коммуна в губернии Бускеруд в Норвегии. Административный центр коммуны — город Клоккарстуа. Официальный язык коммуны — букмол. Население коммуны на 2007 год составляло 9023 чел. Площадь коммуны Хурум — 163,28 км², код-идентификатор — 0628.
В городке Тофте работает первая в мире осмотическая электростанция, построенная компанией Statkraft (en:Statkraft) на территории целлюлозно-бумажного комбината «Södra Cell Tofte».

## История населения коммуны
Население коммуны за последние 60 лет.

Статистика коммуны Хурум